# Rama pojazdu

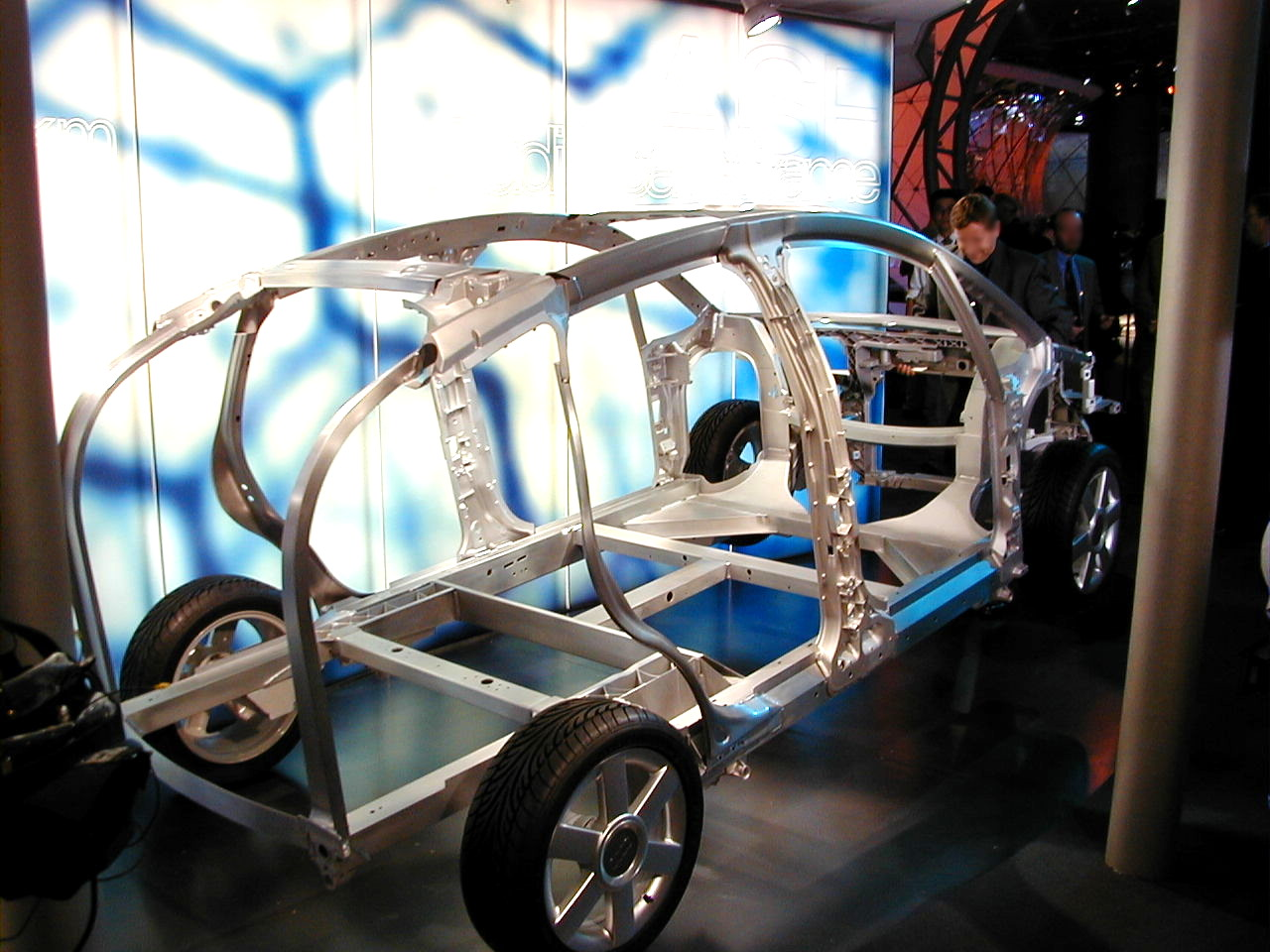
Rama samochodu (Audi A2)

Rama pojazdu – element konstrukcyjny będący podstawowym elementem nośnym pojazdu o konstrukcji ramowej. Jej zadaniem jest zapewnienie odpowiedniej sztywności.
W przypadku samochodów, do ramy montuje się za pomocą odpowiednich połączeń silnik, elementy podwozia, kompletne nadwozie i jeśli jest to przewidziane np. skrzynię ładunkową bądź inną zabudowę.

## Typy ram
Ramy pojazdów mogą mieć przekrój otwarty lub zamknięty. Ze względu na konstrukcję dzieli się je na:
- centralna – stosowana w niektórych samochodach ciężarowych
- kratownicowa – stosowana w samochodach sportowych i rajdowych
- krzyżowa
- podłużnicowa – stosowana w samochodach ciężarowych i terenowych
- przestrzenna – stosowana w samochodach sportowych